# Paweł Fajdek
Paweł Fajdek (* 4. Juni 1989 in Świebodzice) ist ein polnischer Hammerwerfer. Er ist Inhaber des Landesrekordes und mit aktuell fünf aufeinanderfolgenden Weltmeistertiteln sowie dem Europameistertitel 2016 der erfolgreichste Hammerwerfer der 2010er Jahre.

## Sportliche Laufbahn
Erste internationale Erfolge verzeichnete Paweł Fajdek im Jahr 2008 bei den Juniorenweltmeisterschaften im heimischen Bydgoszcz, bei denen er mit dem 6-kg-Hammer mit einer Weite von 75,31 m den vierten Platz belegte. Im Jahr darauf nahm er erstmals an en U23-Europameisterschaften in Kaunas teil und erreichte dort mit 68,70 m Rang acht. 2011 siegte er dann bei den U23-Europameisterschaften in Ostrava mit einem Wurf auf 78,54 m und auch bei der Sommer-Universiade in Shenzhen siegte er mit 78,14 m. Zudem qualifizierte er sich erstmals für die Teilnahme an den Weltmeisterschaften im südkoreanischen Daegu, bei denen er mit einer Weite von 75,20 m im Finale den elften Platz elegte. Einen zwischenzeitlichen Rückschlag erlebte er 2012 bei den Olympischen Spielen in London, bei denen er ohne einen gültigen Versuch in der Qualifikation ausschied.
2013 verteidigte Fajdek bei den Studentenweltspielen in Kasan mit 79,99 m seinen Titel erfolgreich. Kurz darauf feierte er bei den Weltmeisterschaften in Moskau seinen bis dahin größten Erfolg, als er mit persönlicher Bestleistung von 81,97 m überraschend die Goldmedaille vor dem Favoriten Krisztián Pars aus Ungarn gewann. Anschließend nahm er an den Spielen der Frankophonie in Nizza teil und siegte dort beim dritten Großereignis des Jahres mit einem Wurf auf 78,28 m. Im Jahr darauf nahm er erstmals an den Europameisterschaften in Zürich teil und gewann dort mit 82,05 m hinter dem Titelverteidiger Krisztián Pars aus Ungarn die Silbermedaille. Anschließend wurde er beim Continental-Cup in Ostrava mit 78,05 m Dritter hinter Pars und dem Ägypter Mostafa el-Gamel. 2015 feierte er bei der Sommer-Universiade in Gwangju mit 80,05 m den Gewinn seiner dritten Goldmedaille in Folge und stellte anschließend bei einem Meeting im heimischen Stettin mit 83,93 m eine neue Bestleistung auf, womit er auf Platz zehn der ewigen Weltbestenliste steht (Stand: März 2020). Daraufhin nahm er an den Weltmeisterschaften in Peking teil und wiederholte dort mit einem Wurf auf 80,88 m im Finale seinen Erfolg von 2013 und sicherte sich damit vor dem Tadschiken Dilschod Nasarow die Goldmedaille. Im Jahr darauf kürte er sich bei den Europameisterschaften in Amsterdam mi einer Weite von 80,93 m erstmals zum Europameister. Damit war er der große Favorit für die Olympischen Spiele in Rio de Janeiro, bei denen er aber völlig überraschend mit 72,00 m nicht über die Qualifikation hinauskam.
2017 wurde er bei den Weltmeisterschaften in London seiner Favoritenrolle wieder gerecht und siegte dort im Finale mit einer Weite von 79,81 m zum dritten Mal in Folge und war damit der erste Hammerwerfer, dem dies gelang. Nur zwei Wochen später feierte er bei den Studentenweltspielen in Taipeh mit dem Gewinn der vierten Goldmedaille einen weiteren Erfolg. Dort beförderte er den Hammer auf 79,16 m. Im Jahr darauf musste er sich bei den Europameisterschaften in Berlin mit 78,69 m seinem Landsmann Wojciech Nowicki geschlagen geben und gewann somit die Silbermedaille. 2019 siegte er bei den Weltmeisterschaften in Doha mit 80,50 m im Finale und sicherte sich somit seinen vierten WM-Titel in Folge. 2020 siegte er mit 79,81 m beim Memoriał Kamili Skolimowskiej und im Jahr darauf siegte er mit 82,14 m beim Janusz Kusociński Memorial und mit 82,77 m beim Memoriał Ireny Szewińskiej. Daraufhin gelangte er bei den Olympischen Spielen in Tokio bis ins Finale und gewann dort mit einem Wurf auf 81,53 m die Bronzemedaille hinter seinem Landsmann Wojciech Nowicki und Eivind Henriksen aus Norwegen.
2022 siegte er bei den Weltmeisterschaften in Eugene mit 81,98 m im Finale zum fünften Mal in Folge und zählt damit zu den erfolgreichsten Leichtathleten aller Zeiten. Anschließend belegte er bei den Europameisterschaften in München mit 79,15 m den vierten Platz. Im Jahr darauf siegte er mit 76,42 m beim Meeting International de Forbach und belegte dann bei den Weltmeisterschaften in Budapest mit 80,00 m im Finale den vierten Platz. 2024 belegte er bei den Europameisterschaften in Rom mit 77,50 m den sechsten Platz, ehe er beim Memoriał Ireny Szewińskiej mit 79,43 m siegte. Im August belegte er bei den Olympischen Sommerspielen in Paris mit 78,80 m im Finale den fünften Platz.
Auch auf nationaler Ebene ist Fajdek äußerst erfolgreich und sicherte sich 2012, von 2014 bis 2016 sowie 2019 und 2021 und 2024 die polnischen Titel im Hammerwurf. In der Halle ging er zeitweise auch im Gewichtweitwurf an den Start.

## Trivia
Am Tag nach dem Gewinn der Goldmedaille bei den Weltmeisterschaften 2015 wurde in den Medien verbreitet, dass er nach der Siegesfeier in betrunkenem Zustand die Taxifahrt zum Hotel mit der Goldmedaille bezahlt habe. Mithilfe der chinesischen Polizei habe er diese später zurück erlangt. Fajdek dementierte diese Meldung entschieden – er habe die Medaille lediglich im Taxi vergessen.

## Auszeichnungen
- Goldenes Verdienstkreuz der Republik Polen: 2015